# SV Zeedijk
SV Zeedijk is een Surinaamse voetbalclub. De thuisbasis is het Asraf Peerkhan Stadion (voorheen het Nickerie Voetbal Stadion) in Nieuw-Nickerie.